# Alexandru Alexi
Alexandru Alexi (n. 1876, Sângeorz-Băi – d. 1956, Sângeorz-Băi) a fost un deputat în Marea Adunare Națională de la Alba Iulia, organismul legislativ reprezentativ al „tuturor românilor din Transilvania, Banat și Țara Ungurească”, cel care a adoptat hotărârea privind Unirea Transilvaniei cu România, la 1 decembrie 1918.:p. 77

## Biografie
Alexandru Alexi a fost agricultor. La 1918 a fost membru C.N.R. Sângeorz-Băi.:p. 116

## Activitatea politică

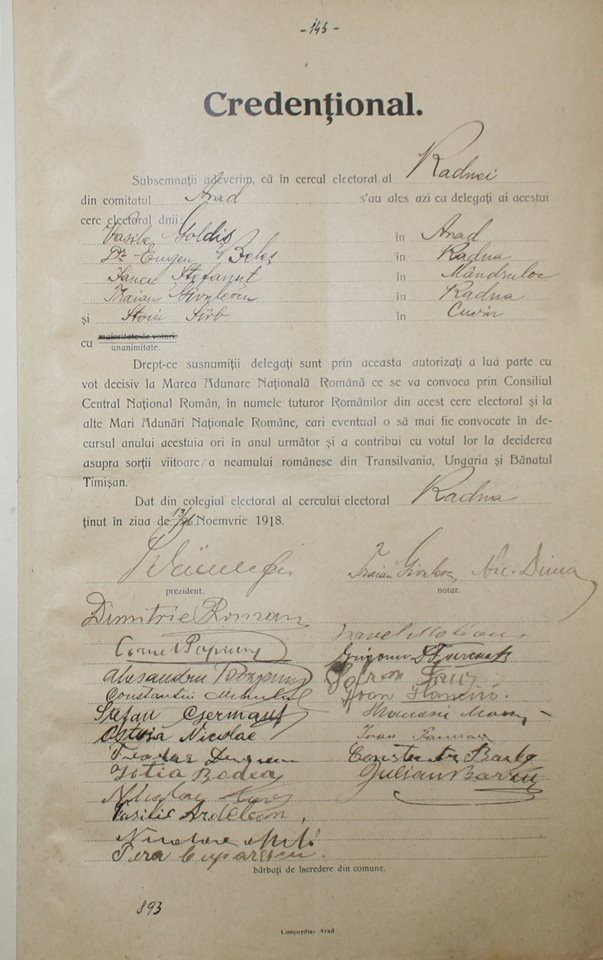
Credențional

Ca deputat în Adunarea Națională din 1 decembrie 1918 a reprezentat, ca delegat supleant, cercul electoral Năsăud.:p. 116